# 浦延祜
浦延祜（1582年—？），號崑溟，山東登州衛軍籍，直隸蘇州府嘉定縣人，明朝政治人物。

## 生平
萬曆三十七年（1609年）己酉科山東鄉試第二十三名舉人，四十一年（1613年）中式癸丑科會試第三十八名，三甲第一百四十九名進士。兵部觀政，授南樂縣知縣，四十三年（1615年）調長垣縣知縣，四十六年（1618年）任順天鄉試同考官。

## 家族
從曾叔祖浦鋐，正德十二年進士，監察御史；曾祖浦鑰，州判，贈監察御史；祖父浦之浩，嘉靖二十年進士，江西按察司副使；伯父浦朝袞，寶坻縣丞；父浦朝臣，縣主簿；叔父浦朝辰；從叔父浦朝柱，泗州知州；從叔父浦朝極，歸德府通判。浦朝極子浦延誥，萬曆三十一年舉人。